# Move On (film 1917)
Move On è un cortometraggio muto del 1917 diretto da Billy Gilbert e Gilbert Pratt con Harold Lloyd.

## Trama
Chester Fields è un agente di polizia che si trova coinvolto nel gioco d'azzardo. Tra partite di dadi truccate e flirt con una bella infermiera, Chester ha il suo da fare tra queste e altre amenità.

## Produzione
Il film fu prodotto da Hal Roach per la Rolin Films. Venne girato dal 27 luglio al 1º settembre 1917.

## Distribuzione
Distribuito dalla Pathé Exchange, il film - un cortometraggio in una bobina - uscì nelle sale cinematografiche USA l'8 dicembre 1917. Nel 1921, ne venne fatta una riedizione.
Copia della pellicola viene conservata negli archivi del Museum of Modern Art di New York.
Nel 2002, la Grapevine Video inserì il cortometraggio in un DVD che accompagnava il lungometraggio The Woman He Scorned, interpretato da Pola Negri.